# Bob Rafelson
Bob Rafelson (Nova York, 21 de febrer de 1933) és un director de cinema, guionista, productor i actor estatunidenc.

## Biografia

### Orígens familiars i començament de carrera en la televisió
Bob Rafelson és originari d'una família acomodada que viu a Riverside Drive a Nova York. El seu pare és fabricant de barrets i té un germà gran, Donald. La mare de Bob Rafelson és alcohòlica i té una personalitat manipuladora. Bob Rafelson va en la seva infantesa a una escola privada.
Bob Rafelson és destinat, sense tenir-ne ganes, a fer-se càrrec de l'empresa del seu pare. Estudia en els anys 1950 al Dartmouth College i es casa amb Toby Carr, que coneix des de l'adolescència; després s'instal·la amb ella a Nova York. Comença a treballar per a la televisió, en què adapta clàssics teatrals per a l'emissió Play of The Week al Channel 13. La parella s'instal·la el 1962 a Los Angeles. Tenen dos fills, Peter, nascut a Nova York, i Julie, que neix a Califòrnia.
Bob Rafelson treballa després per a la filial de televisió de la Universal, en què s'ocupa d'una emissió anomenada Channing. Una violenta disputa amb el productor Lew Wasserman en el cas de la tria d'un actor (Wasserman no vol pas contractar l'actor Michael Parks) posa final a la seva carrera televisiva.

### Començaments com a productor i director

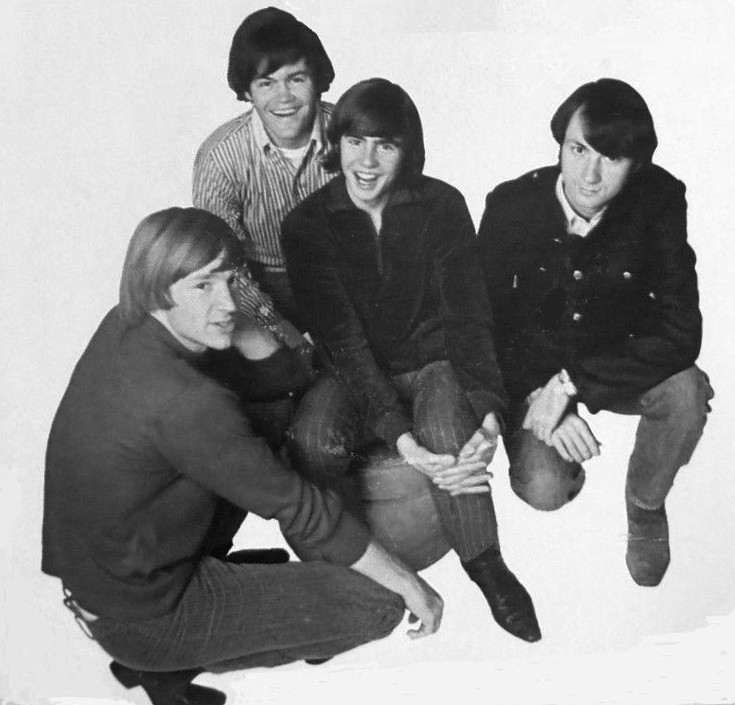
El grup The Monkees l'any 1967

Amic de Bert Schneider, que treballa a la Columbia, el convenç de dimitir-hi per muntar amb ell l'any 1965 una societat de producció, Raybert Produccions, que esdevindrà, quan s'associaran amb Steve Blauner, BBS, una de les societats més influents artísticament sobre el cinema americà dels anys 1970.
Bob Rafelson passa a la direcció per desenvolupar una idea sobre una sèrie inspirada en la pel·lícula dels Beatles A Hard Day's Night. El grup The Monkees hi és contractat: «un ersatz de Beatles» i la sèrie, anomenada The Monkees, esdevé un gran èxit per a Rafelson. Si aquesta sèrie li permet guanyar molts diners, al cap de dos anys, l'èxit comença a apagar-se: l'arribada de la contracultura, d'artistes com Jimi Hendrix o Janis Joplin, els moviments polítics de l'època vulgaritzen els Monkees, i els seus discos ja no es venen tan bé.
Bob Rafelson experimenta la necessitat de deslligar-se d'aquesta sèrie, que troba massa comercial. Segons la seva esposa Toby Rafelson, és important poder donar-li la imatge d'un artista adaptat a la seva època. Vol dirigir una pel·lícula que mostri «el costat còmic, d'estafa» d'aquest grup. Es tractarà de la pel·lícula Head, influïda a la vegada per la nouvelle vague i per la pel·lícula de Fellini Vuit i mig. Ha escrit per al seu amic Jack Nicholson, que aleshores era un actor la carrera del qual estava una mica desorientada. Aquesta serà la primera de les seves col·laboracions; Nicholson, aquesta vegada com a actor, participarà en cinc de les pel·lícules de Bob Rafelson. Massa complicada, la pel·lícula és buscada pels fans dels Monkees, mentre que els cinèfils no tenen ganes d'anar a veure un llargmetratge sobre aquest grup de música comercial: és un fracàs públic.

## Filmografia
Filmografia:

### Director

#### Llargmetrages
- 1968: Head
- 1970: Five Easy Pieces
- 1972: The King of Marvin Gardens
- 1976: Els autèntics (Stay Hungry)
- 1980: El carter sempre truca dues vegades (The Postman Always Rings Twice)
- 1987: Black Widow
- 1989: Mountains of the Moonl
- 1992: Ella no diu mai que no (Man Trouble)
- 1996: Blood and wine, Laberint criminal (Blood and Wine)
- 1998: Poodle Springs (TV)
- 2002: Sense cap motiu aparent (No Good Deed)

#### Curts
- 1995: Tales of Erotica - segment Wet

### Actor
- 1995: Leaving Las Vegas de Mike Figgis

## Premis i nominacions
Guardons:

### Premis
- 1967 Primetime Emmy Outstanding Comedy Series per The Monkees (1966), compartit amb Bert Schneider (productor)

### Nominacions
- 1971 Oscar a la millor pel·lícula per Five Easy Pieces (1970), compartit amb Richard Wechsler
- Oscar al millor guió original per Five Easy Pieces (1970), compartit amb Carole Eastman
- Globus d'Or al millor director per Five Easy Pieces (1970)
- Globus d'Or al millor guió per Five Easy Pieces (1970), compartit amb Carole Eastman